# Гонсиоровский, Феликс Викентьевич
Феликс Викентьевич Гонсиоровский (12 ноября 1815, Луцк, Волынская губерния — 15 апреля 1891, Оби, округ Дуэ, Франция) — польско-российский архитектор, работал в Одессе.

## Биография
Учился и начинал работать в Варшаве, где, в частности, строил отель «Английский» (1839).
В Одессе с 1848 года.
Вместе с архитекторами Александром Бернардацци и Юрием Дмитренко участвовал в пересмотре и усовершенствовании проекта Одесской оперы, выполненного Фельнером и Гельмером без детальной проработки, поскольку архитекторы-авторы проекта в период строительства в Одессу не приезжали.
Один из основателей Одесского отделения Императорского Русского технического общества.
В 1890 году покинул Одессу по состоянию здоровья, а 15 апреля 1891 года умер в Оби (округ Дуэ, Франция)

## Известные постройки

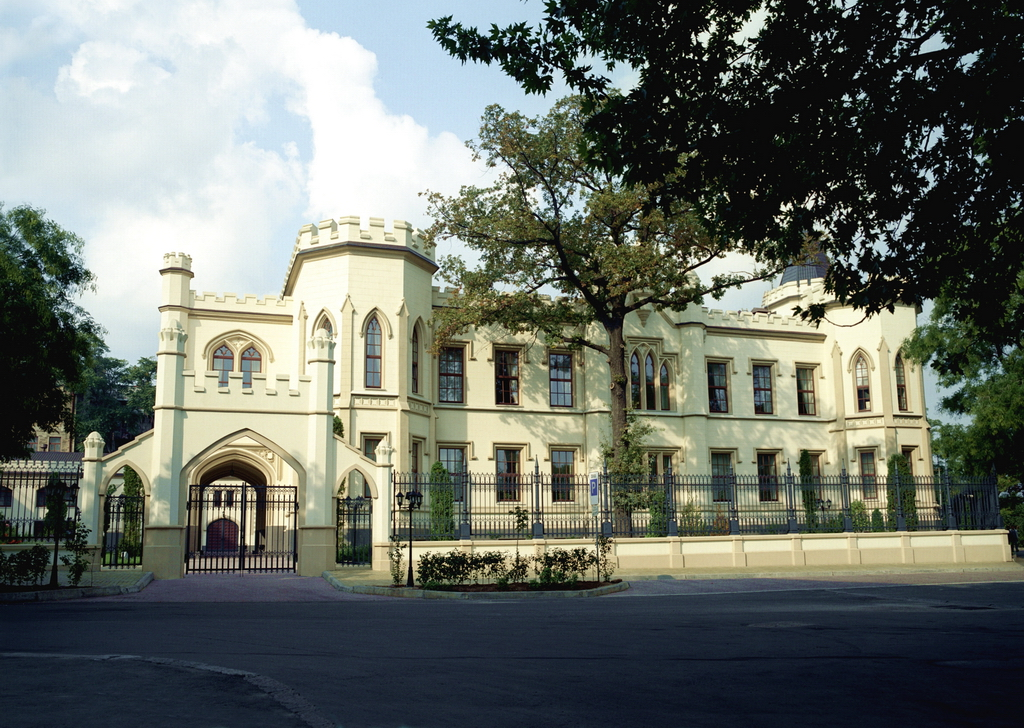
Дворец Бжозовского

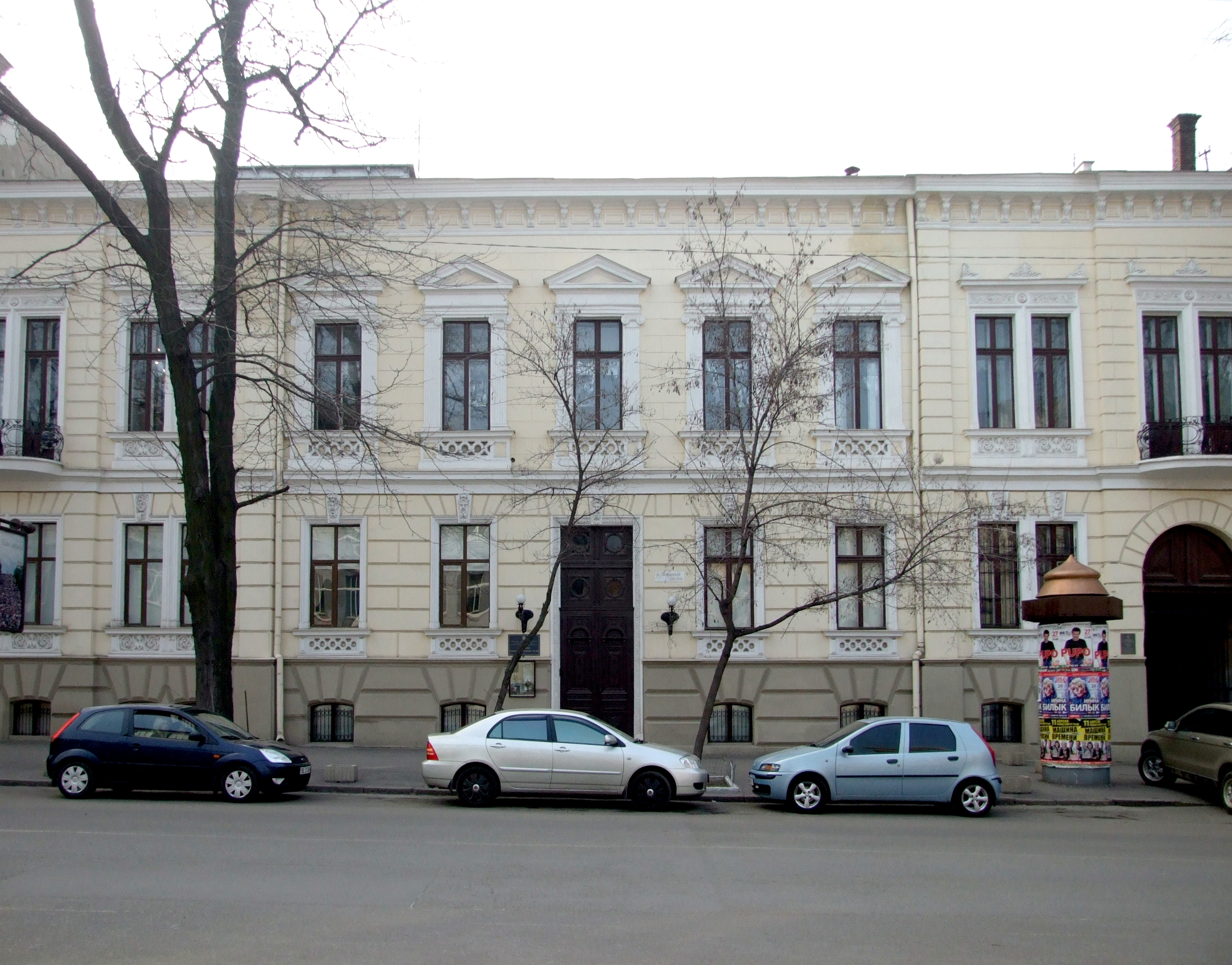
Одесский историко-краеведческий музей

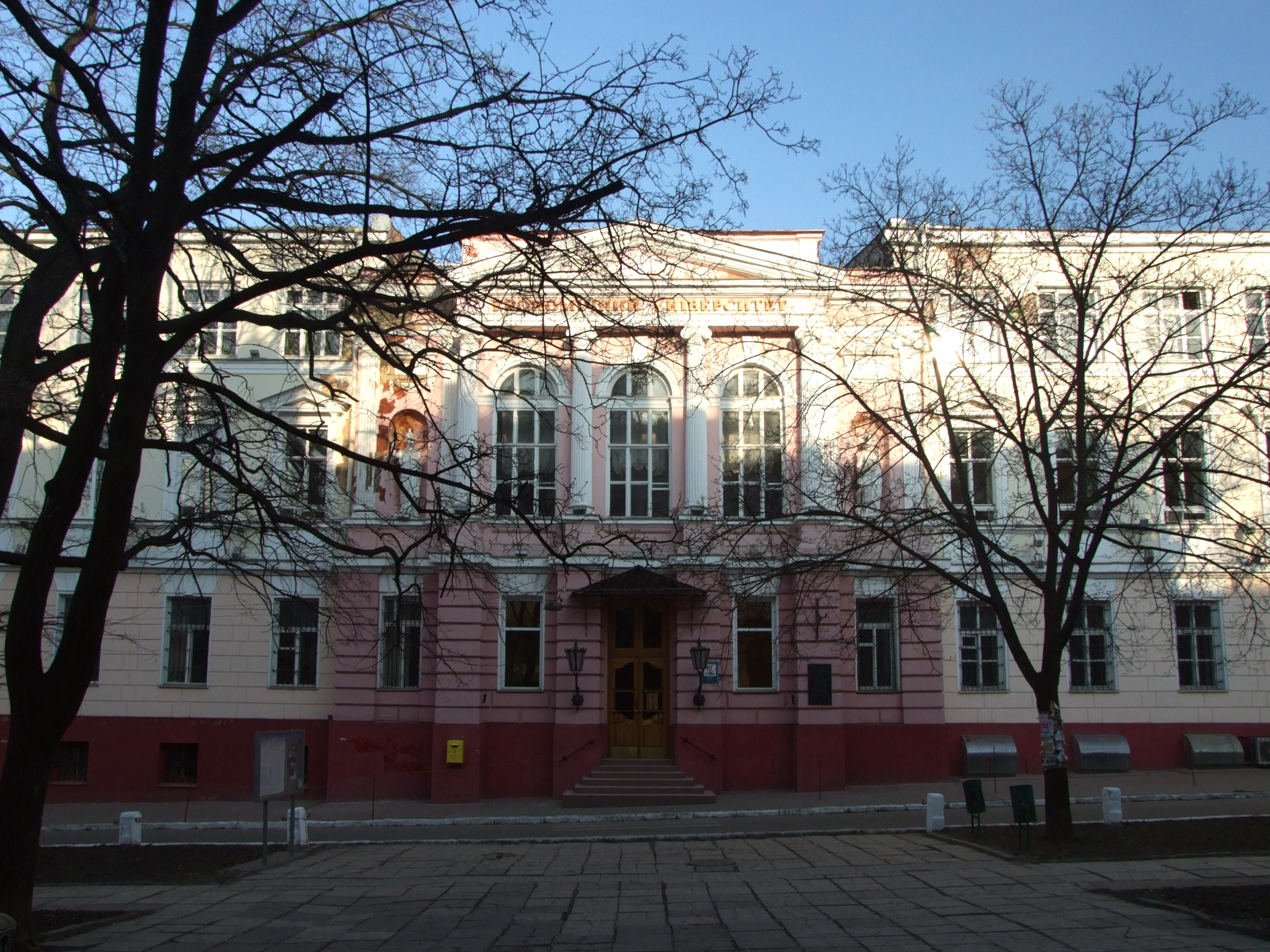
Одесский национальный экономический университет

- Собор Успения Пресвятой Девы Марии, ул. Екатерининская, 33 (совместно с Франческо Моранди, 1849—1853);
- зерновой склад, ул. Приморская, 25 (1850);
- дом Феликса Машевского на ул. улица Гоголя, 17 (1850);
- Дворец Бжозовского (1852, Одесса, улица Гоголя, 2)
- Строгановский мост (1862—1863, завершение строительства)
- дом Рафаловича, ул. Пушкинская, 3 (1870);
- здание театра Великанова, ныне Русский театр, (1873—1874);
- гостиница «Империал» ул. Дерибасовская, 25, (1875, снесена в 2008 году).
- дом Новикова, позже Коммерческое собрание, ныне Одесский историко-краеведческий музей, ул. Гаванная, 4 (1876)
- Коммерческое училище (ныне Главный корпус Одесского экономического университета), Преображенская улица, 8 (1876—1877);
- доходный дом Н. Переца, ул. Пушкинская, 5 (1881);
- здание музея Общества истории и древностей и публичной библиотека на Биржевой площади, ныне Археологический музей (1883);
- Особняк Анатра по улице Пушкинской, 29 (1884)[4]
- дача Маразли на Французском бульваре
- Павловские дома дешёвых квартир, Итальянский бульвар угол Канатной, (совместно с Н. К. Толвинским, 1885—1887);
- реконструкция и перестройка дома Родоканаки (Пале-Рояль, 1888—1889).